# Sarcodictyonidae
Die Sarcodictyonidae sind eine Familie der Achtstrahligen Korallen (Octocorallia), die in den kalten Bereichen aller Weltmeere sowie in größeren Tiefen vorkommt.

## Merkmale
Wie fast alle Oktokorallen bilden die Arten der Familie Sarcodictyonidae Kolonien, die aus vielen Einzelpolypen bestehen. Die Kolonien besitzen keine Skelettachse. Die Polypen sind nur basal durch bandartige Stolonen miteinander verbunden sind, die jedoch zu größeren Auswüchsen verschmelzen können. Die gleichmäßig über die Oberfläche der Kolonie verteilten Polypen sind monomorph und können sich in kurze oder sehr hohe Polypenkelche (Anthocodien) zurückziehen. Größere Polypen können sekundäre Tochterpolypen hervorbringen die seitlich hervorwachsen. Stolone und Polypenkelche sind von einer dünnen Kutikula bedeckt. Die Sklerite der Polypen haben die Form kleiner, stumpfer Stäbchen mit tuberkulösen Verzierungen. Sie sind oft nur spärlich vorhanden, wenn zahlreicher sind sie in Längsreihen angeordnet. In den Ploypenkelchen und Stolonen haben die Sklerite die Form von sternförmigen Platten, Kreuzen, oder es sind sechsstrahlige oder unregelmäßig geformte, verzweigte Formen mit zahlreichen Tuberkeln. Alle Arten der Sarcodictyonidae leben nicht mit Zooxanthellen in Endosymbiose und sind ausschließlich auf planktonische Nahrung angewiesen.

## Gattungen
Zur Familie Sarcodictyonidae gehören zwei Gattungen:
- Sarcodictyon Forbes in Johnston, 1847
- Telestula Madsen, 1944